# Agustín Nze Nfumu
Agustín Nze Nfumu (ur. 18 maja 1949) – polityk i dyplomata z Gwinei Równikowej.
Urodził się w Añisoc w środkowej części kraju. Pochodzi z grupy etnicznej Fang. Studiował stosunki międzynarodowe i dyplomację na Uniwersytecie Kairskim, kształcił się również w zakresie tłumaczenia i przekładu. Po powrocie do kraju (1970) został zatrudniony w ministerstwie spraw zagranicznych, początkowo odpowiadając za tłumaczenia, później (od 1974) kierując sekcją protokołu macierzystego resortu. W listopadzie 1976 z powodów politycznych trafił do więzienia Playa Negra w Malabo. Zwolniony krótko później (styczeń 1977), w lutym 1979 zbiegł do Kamerunu.
Do kraju powrócił po zamachu stanu z sierpnia 1979, który wyniósł do władzy Teodora Obianga Nguemę Mbasogo. W 1980 mianowano go dyrektorem technicznym ds. protokołu, rok później zaś prezydenckim doradcą w kwestiach protokolarnych. W 1992 awansował na stanowisko wiceministra spraw zagranicznych odpowiedzialnego za kontakty z Międzynarodową Organizacją Frankofonii (OIF). Kolejno obejmował funkcje ministra kultury i turystyki (1993-1996), sekretarza generalnego rządzącej Partii Demokratycznej (1996-2003), ambasadora Gwinei Równikowej w Wielkiej Brytanii (2005-2012), ministra informacji, prasy i radia oraz radcy specjalnego w biurze Europejskiego Funduszu Rozwoju w Jaunde.
Kilkakrotnie wybierany do krajowego parlamentu, w 2004 do Izby Reprezentantów Ludowych, w 2013 i 2017 natomiast do Senatu. Był rzecznikiem Partii Demokratycznej w Senacie, od 2017 pełni funkcję drugiego wiceprzewodniczącego tej izby. Od 2017 jest również wiceprzewodniczącym oraz rzecznikiem prasowym narodowej rady wykonawczej Partii Demokratycznej.
Odgrywa istotną rolę w kształtowaniu polityki językowej Gwinei Równikowej. Był jej reprezentantem w Radzie Stałej Frankofonii, jak również kandydatem na stanowisko sekretarza generalnego OIF. Podkreśla znaczenie języka hiszpańskiego w kształtowaniu się współczesnej tożsamości Gwinei Równikowej. Od 2009 członek korespondent Królewskiej Akademii Hiszpańskiej. Od 2015 kieruje krajową akademią języka hiszpańskiego (Academia Ecuatoguineana de la Lengua Española, AEGLE). W 2018 został wybrany do Rady Wykonawczej UNESCO (z kadencją upływającą w 2020). Opublikował kilka książek, w tym Macías, verdugo o victima (2004), Eyom Ndong de la tribu Mikavung (2011) i Comunidad internacional, la gran mentira: caso Guinea Ecuatorial (2015). Jest współzałożycielem ukazującego się od 1996 miesięcznika La Gaceta de Guinea Ecuatorial.